# هانتینگتون (نیویورک)
هانتینگتون، نیویورک (به انگلیسی: Huntington, New York) یک سکونتگاه مسکونی در ایالات متحده آمریکا است که در شهرستان سافک، نیویورک واقع شده‌است. 

## خصوصیات
هانتینگتون ۲۰۳٬۲۶۴ نفر جمعیت دارد و ۴۱٫۱۵ متر بالاتر از سطح دریا واقع شده‌است.